# Орто-Ары
Орто-Ары́ (якут. Орто Арыы) — небольшой остров в Оленёкском заливе моря Лаптевых. Административно относится к территории Якутии.
Остров расположен в западной части залива. На севере отделяется протокой Орто-Ары от соседнего острова Дагдалах, на юге — протокой Чугас от острова Салхай.
Остров имеет овальную форму, вытянутую с севера на юг. Высота достигает 11 м в центральной части. Поверхность покрыта болотами, есть несколько небольших озёр. Остров окружён отмелями.